# Chapelle du cimetière d'Amanzé
La chapelle du cimetière d'Amanzé est une chapelle située à Amanzé, dans le département de Saône-et-Loire, en France.

## Histoire

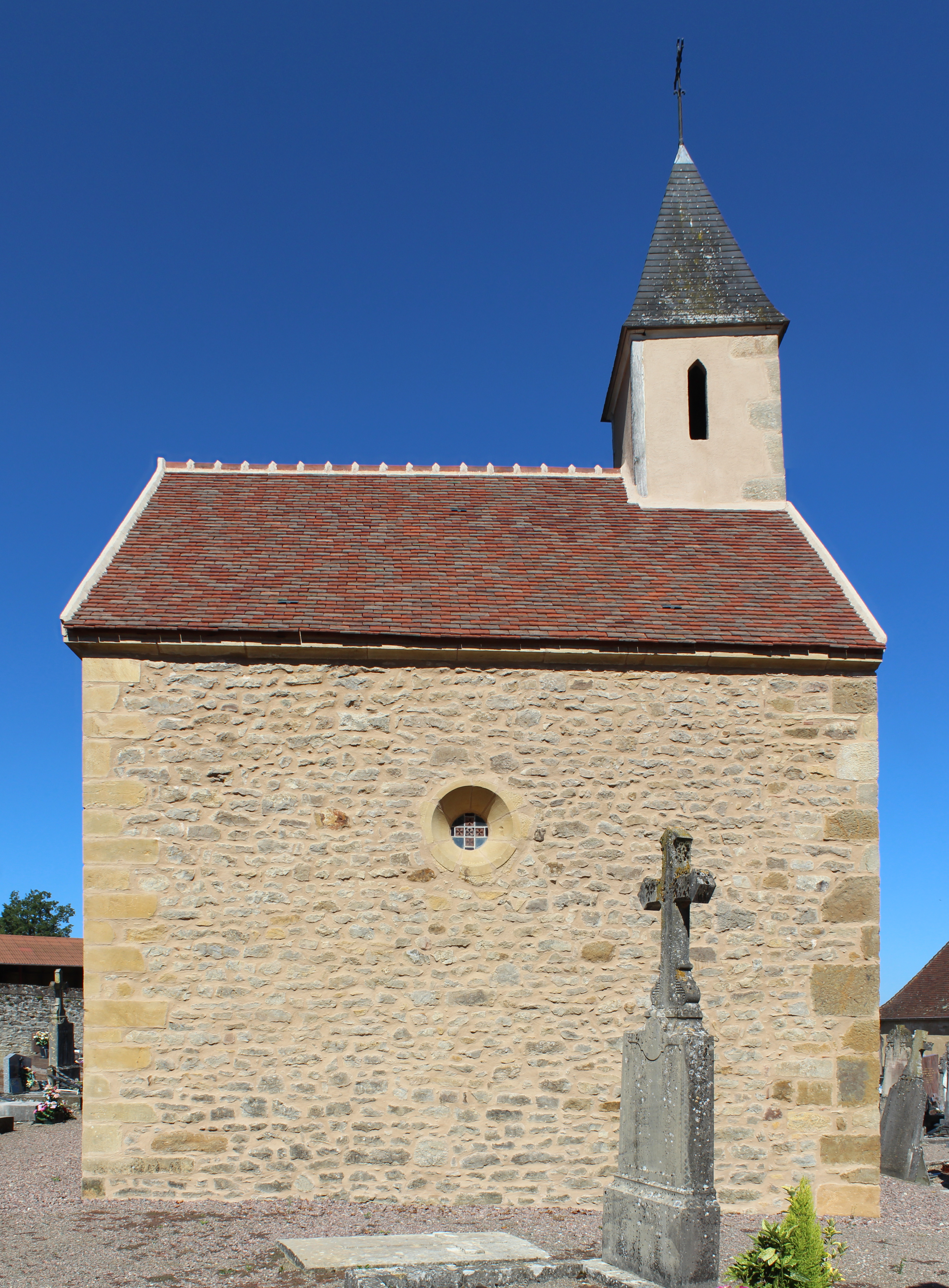
Vue latérale de l'édifice.

Cette chapelle date du début du XVIe siècle. Elle fait l’objet d’une inscription partielle au titre des monuments historiques en 1950 car c'est la piscine sculptée située à l'intérieur de l'édifice qui fait l'objet de l'inscription.
Il ne reste  de l'ancienne église d'Amanzé, Saint-Pierre-ès-Liens, qui  était construite sur l'emplacement de l'actuel cimetière, que la chapelle seigneuriale, ceci grâce à la volonté de certains habitants de la commune. La chapelle fut restaurée en 1919 (charpente, réparation du clocher, enduit...).

## Description
La chapelle a une forme rectangulaire, « elle est éclairée au sud par une belle fenêtre flamboyante, une porte quadrangulaire a été percée à gauche de la fenêtre. Le petit clocheton est coiffé d'une toiture à quatre pans. L'intérieur est une voûte d'ogives, une jolie niche richement sculptée avec la coquille des Amanzé ».